# 2017年朝鲜核试验
2017年朝鲜核试验是指朝鲜民主主义人民共和国于2017年9月3日在咸镜北道吉州郡豐溪里核试验场所进行的一次核试验，朝鲜方面宣称继上上次2016年1月朝鲜核试验之后，又一次成功引爆一颗氢弹，而且釋出的能量成功達到上次核試近十倍，隨後透過官方媒體展示了氫彈特有的葫蘆形構造的照片，宣示核技術的進度確實有所進步，使得此次特別引起國際緊張。此次核试验是朝鲜民主主义人民共和国政府进行的第六次核试验，也是系列測試以來威力最大的一次，本次事件亦对资本市场尤其是股市和汇市产生了较大影响。

## 過程

### 事件背景
朝鲜此前进行过五次核试验，无一例外遭到国际社会广泛谴责。就在核爆前的几个月，朝鲜和美国不断放出狠话，互相威胁动武。朝鲜方面不断试射导弹，加之美韩举行“乙支自由衛士”军演等，一时间朝鲜半岛局势剑拔弩张。核爆当天早上，朝鮮中央通訊社报道称，朝鲜核武器研究所最近成功研制出了可安装在洲際彈道飛彈上的氢弹，該國最高领导人金正恩视察了现场，并提出了全面国产化的要求。

### 地震观测
多国地震监测机构测定，国际标准时间（UTC）2017年9月3日3时30分左右，朝鲜东北部发生震源深度为0千米的地震。其中中国地震台网（CEIC）测定结果为MS6.3级，美国地质调查局（USGS）测定结果为mb6.3级，日本气象厅（JMA）测定为Mj6.1级，韩国气象厅测定为5.7级，且都表明此次地震可能由爆炸引起。中国东北、俄罗斯远东、朝鲜及韩国多地均有震感。延吉市更有不少居民因震感強烈而慌忙逃生。韩联社报道称，韩国总统府青瓦台推测地震可能是核试验造成的。韩国军方事后也判定此次地震为核爆引发。
中国地震台网观测到随后同一地点又发生了一次地震，推测为塌陷造成，测定震级为MS4.6级，但韩国气象厅否认有此次地震发生。

### 官方宣布

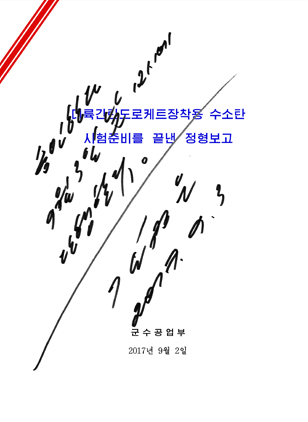
金正恩签署的命令书

平壤時間9月3日下午三点（UTC+08:30），朝鲜官方在国营的朝鮮中央電視台发布“重大报道”，宣称试爆了一枚可装载于洲际弹道导弹弹头部的氢弹，并取得成功。該氫彈呈葫蘆形，外殼為富光澤金屬，並接上了電線和一些不知名的設備。报道称，3日上午，朝鲜劳动党委员长金正恩主持召开朝鲜劳动党中央政治局常务委员会，政治局常委会通过了金正恩签署的核试验命令书。进行播报的是朝鮮中央電視台資深主播李春姬，由她口中說出此次核試驗「完全成功」。

### 后续调研
在確認的確是朝鮮核試驗之後，大韓民國气象厅隨即推测，此次核试验威力相当于上一次核试验的五到六倍，当量约为5至6万吨。日本气象厅也有专家推测此次威力相当于上次的10倍。另外，韩国军方也称此次核试验的当量为10万吨，相当于二戰長崎核爆的五倍。然而，挪威地震阵列所根据其监测到的震级（5.8级），估计此次核试当量大概12万吨。德国地球科学和自然资源研究所的估计更高，他们说根据监测到的震级（6.1级）来看，当量应该有几十万吨。
9月4日，中国科学院地质与地球物理研究所算出地震学当量是5.6万吨（误差范围3-8万吨），考虑到埋藏深度，估计范围扩展到10-20万吨。中国科学技术大学也发表較精確的研究结果，稱此次核试验当量为10.83±4.81万吨，相当于美国1945年在日本长崎市投下的“胖子”原子弹当量的3至7.8倍。日本防卫省一开始根据全面禁止核试验条约组织（CTBTO）发布的震级5.8推算当量约为7万吨，后来CTBTO两次上调，最终定为6.1级，日本方面随之于9月6日修改当量估计至16万吨，约相当于廣島核爆（1.5万吨）的10倍威力。6日，美国情报机构内部人士称初步估计当量约为14万吨，但未给出误差范围。
9月12日，挪威地震阵列所修正其震级至6.1级，与全面禁止核试验条约组织震级数值相同；该机构亦将当量估计上调至25万吨，但注明有不确定性，且未公布误差范围。
尽管根据朝鲜的说法，此次核試驗並未造成核辐射泄漏，对周边环境也没有任何负面影响。核試驗后，中国环保部国家核安全局启动环境应急预案，进入二级应急响应状态，并在东北边境开展辐射应急监测；日本亦派出航空自衛隊飞机在大气中取样，以进行放射性调查。
美国约翰·霍普金斯大学研究者在该大学美韩研究所运营的北纬38度网站上刊出分析结果，称核试次日拍摄的丰溪里核试验场卫星图像显示，此次核试验过后，核试验场和周边山体出现多处山崩、塌方。

### 朝鲜历次核试验强度对比
|  | 由于技术原因，此旧版图表已停用，並須迁移至新版图表。造成您的不便，我們深表歉意。 |

|  | 由于技术原因，此旧版图表已停用，並須迁移至新版图表。造成您的不便，我們深表歉意。 |

|  | 由于技术原因，此旧版图表已停用，並須迁移至新版图表。造成您的不便，我們深表歉意。 |

|  | 由于技术原因，此旧版图表已停用，並須迁移至新版图表。造成您的不便，我們深表歉意。 |

## 反应
此次核试验后，朝核问题重要国家无一例外强烈反对。另外，相关国际组织和其它国家也表态谴责。

### 朝核问题重要国家
- ：
  - 大韩民国政府发表声明强烈谴责朝鲜核试验。
  - 9月3日下午1点30分，大韩民国总统文在寅主持召开国家安全保障会议，讨论朝核对策[14]；随后文在寅表示，将与国际社会合作“严惩朝鲜”[82]。
  - 9月3日，青瓦台国家安保室长郑义溶緊急打通專線電話給美国总统国家安全事务助理麦克马斯特，商讨有關朝鲜進行第六次核试验的应对方案[83]。
  - 韩国联合参谋本部发表声明谴责朝鲜进行核试验，并警告称韩美两军将以行动做出应对[84]。
  - 韓美兩國軍職首長——韓國聯合參謀議長鄭景斗空軍上將與美國參謀長聯席會議主席約瑟夫·鄧福德海軍陸戰隊上將進行緊急通話，商討相關對策。鄭氏亦於事後召開作戰指揮官會議，使其認知局勢的嚴峻程度[85]。

- 日本：
  - 日本內閣總理大臣安倍晋三在朝鮮進行氫核试验后表示，对朝鲜核试验“绝对不能容忍”[86]。
  - 日本政府通过驻华大使馆渠道向朝鲜提出抗议[87]。
  - 日本國外务大臣河野太郎在緊急致電給韩国外交部长康京和時表示，当前的状况下无法与朝鲜对话，双方就“现在是对朝鲜施加最大压力之时”这一认识达成一致[88]。
  - 日美两国首脑和国家安全问题负责人进行了数次通话，再度确认对朝鲜加强压力的方针[89]。
  - 日本自衛隊亦派出航空自衛隊僚机到大气取样，以进行放射性调查[36]。

- 中华人民共和国：
  - 9月3日，中国外交部发表嚴正声明表示，朝鲜不顾国际社会普遍反对，再次进行核试验，中国政府对此表示坚决反对并予以强烈谴责[90]。
  - 中国环保部（国家核安全局）启动环境应急预案，进入二级应急响应状态，并對东北边境开展辐射应急监测[35]。
  - 4日，中国外交部发言人耿爽在外交部例行记者会上答记者问时说，中国外交部已经向朝鲜驻华大使馆负责人提出严正交涉[91]。
  - 同时，中国政府开始对关于朝鲜核试验进行新闻审查和网络审查。中国中央电视台4日没有进一步跟进报道朝鲜的核试验，一些媒体文章（如《环球时报》社论、《人民日报》旗下微信公众号转载的外交部声明）遭到撤下，新浪微博亦将“氢弹”列为禁止搜索的敏感词[92][93]。

- 美国：
  - 美国总统川普則在推特上表示朝鲜此行对美国十分具有敌意和危险性，更是直接稱呼朝鲜是流氓國家，已然成为让中国难堪的巨大威胁，并认为对朝鲜采取绥靖政策不会奏效[94][95]。
  - 美国国防部长詹姆斯·马蒂斯则表示不寻求推翻朝鲜政权，但警告任何对美国或其盟友的威胁都将会面临大规模军事回应[96]。
  - 财政部长史蒂芬·梅努欽称将拟定一批新的制裁措施，可能切断朝鲜所有全球贸易[97]。
  - 美国常驻联合国代表妮基·黑利在9月4日的联合国安理会紧急会议中，不仅指朝鲜是在“讨打”[98]，还指中俄的双暂停方案[f]是一种侮辱，因为美韩不可能在被流氓政权用核武器和导弹对准的情况下松懈防备[99]。

### 国际组织
国际组织在朝鲜第六次核试验之后表态谴责。
- 联合国：
  - 联合国秘书长古特雷斯通过发言人声明，对朝鲜的地下核试验予以谴责，并呼吁朝鲜停止破坏国际核不扩散和裁军努力，履行国际义务[100]。
  - 4日，在美国、英国、法国、韩国和日本的要求下，联合国安全理事会召开紧急会议商讨对策[101]。
  - 11日，针对核试验的制裁决议——联合国安全理事会第2375号决议全票通过，内容有禁止朝鲜出口纺织品，禁止向朝鲜出口液化石油气，禁止外国雇佣朝鲜劳工等[102]。决议由美国起草，原本还包含对朝鲜实行全面石油禁运的措施，后由于中俄反对，改为设定精炼石油出口上限为200万桶；各国对出入朝鲜的船只进行检查时也不能像草案规定一样使用武力，此外还需经过船只注册国同意[103]。

- 国际原子能机构：
  - 對於无法派员进入朝鲜检查的国际原子能机构，严重关切朝鲜此次氫彈試爆计划，第5任國際原子能總署總幹事天野之彌表示，朝鲜核试令人极度遗憾，再次要求朝鲜全面执行所有有关决议案[104]。

- 全面禁止核试验条约组织（英语：Comprehensive Nuclear-Test-Ban Treaty Organization）：
  - 「全面禁止核試驗條約組織」則召开紧急会议，在会上各国谴责朝鲜做法[105]。
  - 执行秘书拉西那·泽博（英语：Lassina Zerbo）认为，朝鲜核计划正在迅速推进，这更显出国际社会确立对核试验禁令的必要性，他同时敦促已宣布退出《不扩散核武器条约》的朝鲜早日签署目前尚未生效的《全面禁止核试验条约》[100]。

- 欧盟：
  - 欧盟外交和安全政策高级代表莫盖里尼发表声明，称朝鲜再一次直接违反了联合国安理会决议，并且违反了朝鲜的国际义务，朝鲜的这一举动完全让人无法接受。
  - 欧洲理事会主席图斯克呼吁联合国加强对朝制裁力度，表示相关风险已经过高[106]。

- 北大西洋公约组织：
  - 北约秘书长斯托尔滕贝格发表声明，强烈谴责朝鲜的核试验[107]。

- 七国集团：
  - G7发表紧急声明，认为朝鲜反复违反国际法，核试验更是对国际社会的直接挑战，威胁越来越大，这种挑衅绝对无法容忍。声明要求朝鲜全面遵守联合国安理会各项决议，早日放弃核与导弹计划，还请求联合国安理会尽快形成包含更强制裁措施、实际有效的新决议[108]。

### 其它国家
也有多个国家政府的領導人在朝鲜第六次核试验之后表态谴责。
- 金砖五国：在厦门召开的2017年金砖国家峰会当地时间4日下午发表一份声明，声明中强烈谴责核试，表示与会各国会持续关注朝鲜半岛局势和朝鲜核问题，强调应以和平及对话方式解决[109]。前一日，中国国家主席习近平与俄罗斯总统普京会面，一致同意坚持朝鲜半岛无核化目标，以及密切协调沟通，妥善应对核试这一最新形势[110]。

- 俄羅斯：
  - 俄罗斯外交部发表声明，对朝鲜氫彈试验表示最强烈的谴责，并指出朝鲜此举是对联合国安理会相关决议以及国际法准则要求的公然藐视，同时呼吁以中俄“双暂停”方案[f]解决朝核问题[111]。

- ：总理特恩布尔在接受澳洲广播公司采访时表示，朝鲜核威胁是60年来对朝鲜半岛和平的最大威胁，呼吁受到直接侮辱的中国对其施以严厉经济制裁，如停止对该国的原油供应；外长朱莉·毕晓普同样希望中国考虑切断石油，同时对中美因朝鲜制裁问题爆发贸易战的可能性感到忧虑[112]。

- 法國：法国总统马克龙呼吁联合国安理会立即行动起来，迫使朝鲜无条件重返谈判，并全面性的、可核查地、且不可逆转地放弃核武和导弹计划[113]。在他与德国总理默克尔通话时，双方均强烈谴责朝鲜行为，一致认为这是粗暴践踏国际法，主张欧盟加强对朝鲜的经济制裁措施[95]。

- 英国：此前刚出访日本的英国首相则发言道，朝鲜的鲁莽行为对国际社会构成进一步威胁，不可接受，重申愿意和日本一起加速安理会现有制裁措施实施，以及探讨制定和实行新措施[114]。

- 德国：德国外交部声明称各国有必要作出一致的回应，相信联合国安理会将再度坚定地采取必要措施[115]。

- 義大利：意大利总理保罗·真蒂洛尼在与法国总统通电话时表示认同法国和德国的立场，称国际社会应该作出强力回应[113]。

- 墨西哥：9月7日，墨西哥政府宣布，为表达对朝鲜核试验的坚决反对，墨西哥已将朝鲜驻该国大使列入不受欢迎人物名单，限其72小时内离境[116]。

- 马来西亚：马来西亚强烈谴责朝鲜核试验，认为会加剧朝鲜半岛及地区紧张局势，敦促朝鲜停止核与导弹计划，全面履行国际义务，确保地区和平稳定[117]。

- 中華民國（臺灣）：
  - 在朝鮮進行氫彈試驗的消息傳到臺北後，总统蔡英文隨即召開國家安全會議，並在会上谴责破坏区域和平及稳定的行为[118]。
  - 中华民国外交部亦发表新闻稿，强烈谴责此次朝鮮的核試行為是破坏区域和平及稳定[119]。

- 新加坡：新加坡外交部发表声明，强烈谴责朝鲜核试验，敦促朝鲜停止这种行为，遵守国际义务和承诺；新加坡将通过朝鲜驻新加坡大使传达其看法[120]。

## 后续
- 2017年9月9日04时00分（UTC+0），国际地震中心（ISC）测定朝鲜丰溪里核试验场附近发生6.5级地震，震源深度不明。然而，附近地区（如中国吉林）的居民并没有感受到震感[g]，且权威地震监测机构和邻国地震检测机构（如USGS、JMA、CEIC和KMA等）均没有检测到本次地震的发生。随后，ISC悄悄地删除了这次地震的报告[121]。

- 2017年9月23日08时29分16秒（UTC+0），朝鲜丰溪里核试验场附近再次发生地震，震源深度0km，中国地震台网测定结果为MS3.4级，韩国气象厅测定为3.0级。起初中国地震台网推测本次地震为爆炸引起，但韩国气象厅分析认为本次地震为自然地震[122]。而日本气象厅则表示，由于距离较远，设于日本的地震观测网无法记录到本次地震的地震波[123]。在地震发生后一个小时内，美国地质勘探局仍旧未给出关于本地震的报告[124]。稍晚时候发布的测定结果为3.5级，震源深度5.0km，但不能确定是人工地震还是自然地震[125]。随后，中国科学院地质与地球物理研究所对本次地震的地震波进行分析，也得出了“自然地震”的结论，推测是一次滞后的塌陷地震事件[126]。

- 2017年10月12日16时41分08秒（UTC+0），朝鲜丰溪里核试验场附近再次发生地震，震源深度约3－5km，韩国气象厅测定为2.7级[127]、美国地质勘探局测定为mb2.9级[128]。韩国气象厅认为本次地震是一次自然地震[129]，而美国地质勘探局则暂时不能确定是人工地震还是自然地震[128]。